# باخارونسايلو
بلدية باخارونسايلو (بالإسبانية: Pajaroncillo)‏، هي إحدى بلديات مقاطعة قونكة إحدى مقاطعات إسبانيا، والتي تقع في منطقة قشتالة لا منتشا وسط البلاد، والمائلة لجهة الشرق من إسبانيا.
يبلغ عدد سكانها 83 نسمة وفقاً لإحصائية سنة (2007).